# Candidatus philologiæ
 (août 2024).
Si vous disposez d'ouvrages ou d'articles de référence ou si vous connaissez des sites web de qualité traitant du thème abordé ici, merci de compléter l'article en donnant les références utiles à sa vérifiabilité et en les liant à la section « Notes et références ».
Pour les articles homonymes, voir Candidatus (homonymie).
Candidatus philologiæ (hommes) ou candidata philologiæ (femmes) (en abrégé cand.philol.) est un ancien grade universitaire de sciences humaines, qui avait cours dans les universités danoises et norvégiennes.
Le diplôme était obtenu sur la base d'une soutenance  d'un écrit comptant entre 80 et 150 pages. Il fallait compter entre six ans et six ans et demi pour obtenir ce diplôme.
Depuis 2007, ce diplôme a été remplacé par le Mastergrad qui correspond en France au Master.